# Ginosa
Ginosa – miejscowość i gmina we Włoszech, w regionie Apulia, w prowincji Tarent.
Według danych na rok 2004 gminę zamieszkiwało 22 099 osób, 118,2 os./km².